# Werner Lieven
Werner Gottfried Lieven (* 15. Oktober 1909 in Dresden; † 7. März 1968 in München) war ein deutscher Schauspieler, Hörspiel- und Synchronsprecher.

## Leben
Werner Lieven besuchte zunächst das Gymnasium und das Konservatorium in seiner Heimatstadt Dresden. Anschließend besuchte er die Universität und legte sein theologisches Examen ab. Danach, im Jahre 1933 erhielt er sofort eine Anstellung als evangelischer Pfarrer. Er versah sein Amt bis 1939. Da er sich aber für die Schauspielerei interessierte, nahm er ab diesem Jahr Schauspielunterricht. Um das Studium finanzieren zu können, arbeitete er nebenbei als Transportfahrer. Aber 1941 musste er das Studium abbrechen, da er zur Wehrmacht eingezogen wurde. Nach Kriegsende bekam er ein Engagement am Staatstheater in Dresden. 1946 wechselte er an das Schlossparktheater in Berlin. Von 1947 bis 1950 war er in München am Bayerischen Staatsschauspiel unter Vertrag.
In der Folgezeit unternahm er Gastspiele und trat häufiger auch in Spielfilmen auf. Er war meist in kleineren oder größeren Nebenrollen zu sehen. Oftmals verkörperte er dabei südländische Typen. So sah man ihn beispielsweise 1952 in dem Zarah-Leander-Film Cuba Cabana oder 1954 in den Doppelfilmen Sterne über Colombo und Die Gefangene des Maharadscha. Eine für ihn sicher maßgeschneiderte Rolle war die eines evangelischen Pfarrers in dem 1964 entstandenen Spielfilm Kennwort… Reiher. Seine bekannteste Rolle spielte er beim Fernsehen. Er war einer der Hauptdarsteller in dem 1960 entstandenen fünfteiligen Fernsehfilm Am grünen Strand der Spree von Regisseur Fritz Umgelter nach dem gleichnamigen Roman von Hans Scholz. Es war damals einer der ersten großen Straßenfeger des noch jungen deutschen Fernsehens.
Das Hauptgewicht seines künstlerischen Schaffens lag aber auf dem Gebiet der Synchronisation fremdsprachiger Filme. In diesem Medium gehörte er etwa 20 Jahre lang zu den meistbeschäftigten Schauspielern Deutschlands. Hier sprach er auch häufig die Hauptrollen. Er arbeitete in den Studios von Hamburg, Berlin, Remagen und München. Auch in Hörspielen war er häufiger zu hören, wie beispielsweise als Inspektor Kingston in dem 1956 vom WDR produzierten sechsten Krimi seiner Paul-Temple-Reihe mit dem Titel Paul Temple und der Fall Gilbert von Francis Durbridge, mit René Deltgen, Annemarie Cordes, Kurt Lieck und Peter René Körner.
Werner Lieven war mit der Lektorin und Malerin Gertrud Lieven (1925–2018) verheiratet, mit der er zwei Kinder hatte. Bis zuletzt wohnte er in der Gemeinde Grünwald bei München. Seine Grabstätte befindet sich auf dem Waldfriedhof Grünwald, Abteilung 1, Grab 47a. Beigesetzt wurde er ursprünglich in Abteilung 3, Grab 37.

## Synchronarbeiten (Auswahl)
- Warren William als Charles d’Artagnan in Der Mann mit der eisernen Maske (The Man in the Iron Mask)
- Gino Cervi als Peppone in vier von fünf Don-Camillo-Filmen
- Oliver Hardy in der 1949er-Synchronfassung von Auf hoher See
- Alec Guinness als Marcus Aurelius in Der Untergang des Römischen Reiches
- Karius in Karius und Baktus
- James Cagney als Mr. MacNamara in Eins, zwei, drei
- Sig Ruman als Gruppenführer Erhardt (Konzentrationslager-Erhardt) in Sein oder Nichtsein und als Unteroffizier Schulz in Stalag 17
- Rod Steiger als Al Capone in Al Capone
- Ed Begley als Geschworener 10 in Die zwölf Geschworenen
- Louis de Funès als Scapin in Fracass, der freche Kavalier
- Folco Lulli als Luigi in Lohn der Angst
- Cecil Parker als Bob Matthews in 23 Schritte zum Abgrund
- Nehemiah Persoff als Little Bonaparte in Manche mögen’s heiß
- Peter Ustinov als Kapitän Vere in Die Verdammten der Meere
- Lino Ventura als Angelo in Wenn es Nacht wird in Paris
- Robert Strauss als Kruhulik in Das verflixte 7. Jahr
- Edward G. Robinson als Louis Chamalis in San Francisco im Goldfieber
- Billy Gilbert als Feldmarschall Hering in Der große Diktator

## Filmografie
- 1949: Hans im Glück – Regie: Peter Hamel
- 1952: Cuba Cabana (Pedro) – Regie: Fritz Peter Buch
- 1953: Die goldene Gans (Hofmarschall) – Regie: Walter Oehmichen
- 1953: Arlette erobert Paris (M. Boiret) – Regie: Viktor Tourjansky
- 1953: Junges Herz voll Liebe (Italienischer Wirt) – Regie: Paul May
- 1953: Sterne über Colombo (Reishändler) – Regie: Veit Harlan
- 1954: Die Gefangene des Maharadscha – Fortsetzung von Sterne über Colombo
- 1955: Parole Heimat (Reinhold) – Regie: Hans F. Wilhelm
- 1955: Der doppelte Ehemann – Regie: Ferdinand Dörfler
- 1955: Frauen um Richard Wagner – Regie: William Dieterle
- 1956: Santa Lucia – Regie: Werner Jacobs
- 1957: Frauenarzt Dr. Bertram – Regie: Werner Klingler
- 1960: Die Irre von Chaillot (Makler) – Fernsehfilm – Regie: Harry Buckwitz
- 1960: Am grünen Strand der Spree (Hans Schott) – Fernseh-Mehrteiler – Regie: Fritz Umgelter
- 1961: Cancan und Bakarole – Fernsehfilm – Regie: Arthur Maria Rabenalt
- 1961: Flimmerparade – Regie: Johannes Häussler
- 1962: Der Marquis von Keith (Saranieff) – Fernsehfilm – Regie: Axel Corti
- 1962: Wer einmal aus dem Blechnapf frisst (Wirt) – Fernseh-Mehrteiler – Regie: Fritz Umgelter
- 1962: Das schwarz-weiß-rote Himmelbett – Regie: Rolf Thiele
- 1963: Die fünfte Kolonne; Folge: Das gelbe Paket (Polizeiwachtmeister) – Regie: Jürgen Goslar
- 1963: Der Impresario von Smyrna – Fernsehfilm – Regie: Arthur Maria Rabenalt
- 1963: Ferien vom Ich – Regie: Hans Grimm
- 1963: Die Karte mit dem Luchskopf – Fernsehserie – Regie: Hermann Kugelstadt
- 1964: Eines schönen Tages (Bertram Krogull) – Fernsehfilm – Regie: Dieter Munck
- 1964: Kennwort: Reiher (Pfarrer) Regie: Rudolf Jugert
- 1964: Kommissar Freytag; Folge: Ein schwarzer Germane (Anatol Echbach) – Regie: Michael Braun
- 1965: Weekend im Paradies – Fernsehfilm – Regie: Rolf von Sydow
- 1965: Der Diplomat auf Eis (Finger-Boss) – Fernsehfilm – Regie: Korbinian Köberle
- 1966: Standgericht (Zimmerle) – Fernsehfilm – Regie: Rolf Busch
- 1967: Die Zimmerwirtin (Der ältere Kriminalbeamte) – Fernsehfilm – Regie: Ludwig Cremer
- 1967: Bürgerkrieg in Rußland – Fünfteiliger Fernsehfilm – Regie: Wolfgang Schleif
- 1967: Spiel mit dem Tode (Charitschkin) – Regie: Karlheinz Bieber
- 1967: Lösegeld für Mylady (In Verschiedenen Chargen) – Fernsehfilm – Regie: Georg Wildhagen
- 1967: Landarzt Dr. Brock; 2 Folgen (Herr Dübbers) – Regie: Ralph Lothar
- 1968: Risiko für Weihnachtsmänner (Mulka) – Fernsehfilm – Regie: Thomas Fantl

## Hörspiele
- 1947: Der Teufel stellt Monsieur Darcy ein Bein nach Ernst Nebhut (Flamat, ehemaliger Ringkämpfer) – Regie: Paul Verhoeven
- 1948: Undine (Andreas) – Regie: Helmut Brennicke
- 1948: Wir haben nichts hinzugelernt (Hermes) – Regie: Wilm ten Haaf
- 1948: Das Lied von Bernadette (Duran) – Regie: Walter Ohm
- 1948: Prossy's Mam (Polly Bunker) – Regie: Fritz Benscher
- 1949: Das Verhör des Lukullus nach Bertolt Brecht – Regie: Harald Braun
- 1949: Frauen verlieren den Kopf  – Regie: Fritz Benscher
- 1949: Stella, nach Johann Wolfgang von Goethe – Regie: Heinz-Günter Stamm
- 1950: Nichts von Bedeutung (Der Boß) – Autor: Dietmar Schönherr – Regie: Heinz-Günter Stamm
- 1950: Das Christgeburtsspiel aus Oberufer – Regie: Peter Glas
- 1951: Die traurige Geschichte einer Chance – Regie: Fritz Benscher
- 1951: Am Ende der Straße (Schutzmann) – Regie: Fritz Benscher
- 1951: Pit und Fonso; 1. Folge: SOS Mädchenraub – Autor und Regie: Willy Purucker
- 1951: In der 25. Stunde – Regie: Hanns Cremer
- 1951: Der blaue Wilson – Regie: Willy Purucker
- 1951: Das große Messer (Regisseur) – Regie: Gert Westphal
- 1951: Herr Richter, das ist mein Kind! (Posten) – Regie: Heinz Schimmelpfennig
- 1951: Der Gang durch das Fegefeuer (Reporter) – Regie: Werner Hausmann
- 1951: Der verhexte Spitzweg – Regie: Peter Glas
- 1952: Die Tage sind gezählt (Grieche) – Regie: Gerd Beermann
- 1952: Die Antwort (Poldi) – Regie: Christian Boehme
- 1952: Auf dem Weg zum Paradies (Drago) – Regie: Helmut Brennicke
- 1952: Sängerkrieg der Heidehasen (Wackelohr) – Kinderhörspiel – Regie: Hanns Cremer
- 1953: Celia und ihre Abenteuer; 3. Folge: Die Geschichte von dem verschwundenen Kinderstar (Butch) – Regie: Fritz Benscher
- 1953: Die scharlachrote Blume (Chauvelin) – Regie: Kurt Meister
- 1953: Der kleine Mann mit dem großen Schein (Wirt) – Autor und Regie: Willy Purucker
- 1953: Die Sensationsnachricht (Gendarm) – Autor und Regie: Gustav Machatý
- 1954: Tim unter den Piraten – Regie: Hanns Cremer
- 1954: Neues aus Schilda; Folge: Durch Dick und Dünn (Roland, Polizeiwächter) – Regie: Franz Zimmermann
- 1954: Neues aus Schilda; Folge: Der Prozeß um des Esels Schatten (Anthrax, Eseltreiber und Vermieter) – Regie: Raoul Wolfgang Schnell
- 1954: Ein Engel kommt nach Babylon, nach Friedrich Dürrenmatt (Nimrid, Exkönig von Babylon) – Regie: Raoul Wolfgang Schnell
- 1955: Der Feuersalamander (Paul Taylor) – Regie: Fritz Benscher
- 1956: Nachts in Manhattan (Jack) – Regie: Fritz Benscher
- 1956: Der kleine Lord (Mr. Silas Hobbs) – Regie: Otto Kurth
- 1956: Es kam ein Wal geschwommen (Koinar) – Regie: Wilhelm Semmelroth
- 1956: Das Altersbildnis (Dritter Jude) – Regie: Otto Kurth
- 1956: Nachtwache (Baruch) – Regie: Otto Kurth
- 1956: Die Gangster von Valence (Perrier) – Regie: Wilhelm Semmelroth
- 1957: Paul Temple und der Fall Gilbert (Inspektor Kingston) – Regie: Eduard Hermann
- 1957: In Frieden leben (Rechtsanwalt) – Regie: Raoul Wolfgang Schnell
- 1957: Die Rechenaufgabe (Chauffeur) – Regie: Wilhelm Semmelroth
- 1957: Der Roßdieb zu Fünsing (Jockl Flapp) – Regie: Otto Kurth
- 1957: Das Attentat (Aky) – Regie: Ludwig Cremer
- 1957: Eine Gondel in Paris (Lombard Poulain) – Regie: Raoul Wolfgang Schnell
- 1957: Daphnis und Chloe (Pan) – Regie: Wilhelm Semmelroth
- 1957: Der Mann von den Thermopylen (Koryander) – Regie: Wilhelm Semmelroth
- 1957: Nicht leicht, ein Narr zu sein (Doktor Stevens) – Regie: Otto Kurth
- 1958: Die Schnüffelkommission (Landwirt Müller) – Regie: Otto Kurth
- 1958: Tom Sawyers Abenteuer (Verteidiger) – Regie: Heinz Dieter Köhler
- 1959: Vorsätzlich (Sam Eldridge) – Regie: Alexander Pestel
- 1960: Zahnarzt am Scheideweg (Captain Rowley) – Regie: Oswald Döpke
- 1961: Die Stunde Null war drei Uhr fünfzehn (Mr. Stanford) – Regie: Walter Netzsch
- 1961: Gespräch am Nachmittag (Chef) – Regie: Gustav Machaty
- 1961: Der große Fang (Davizes) – Regie: Fritz Benscher
- 1962: Ein schwerer Fall (Direktor Günther Berneck) – Regie: Walter Netzsch
- 1962: Inspektor Hornleigh (2. Staffel); 2. Folge: 9 Uhr 30 – Meilenstein 10 (Dr. Purves) – Regie: Walter Netzsch
- 1963: Inspektor Hornleigh (3. Staffel); 1. Folge: Der Señor aus Norivien (Mr. Castro) – Regie: Walter Netzsch
- 1963: Partysorgen (Herr Vogt) – Regie: Sammy Drechsel
- 1963: Für Narren mit guten Nerven – Autor und Regie: Walter Netzsch
- 1963: Gestatten, mein Name ist Cox – Die kleine Hexe (Taxifahrer) – Regie: Walter Netzsch
- 1964: Ärger mit Perlen (Lou Ganbesi, Barbesitzer) – Regie: Ludwig Cremer
- 1964: Halbe-halbe oder Die kleinen grünen Kreise (Direktor Schober) – Regie: Walter Netzsch
- 1965: Gestatten, mein Name ist Cox; 6. Folge: Das Wundern ist des Müllers Lust – Regie: Walter Netzsch
- 1965: Postraub (Watts) – Regie: Walter Netzsch
- 1966: Ein gutgekleideter Herr (Inspektor Dwyer) – Regie: Walter Netzsch
- 1966: Glocken in der Neujahrsnacht, nach Dorothy L. Sayers (Harry Gotobed) – Regie: Otto Kurth, mit Marianne Mosa
- 1967: Ein Fall für Dr. Dahlberg – Regie: Fritz Benscher